# Nefcerka
Nefcerka je údolí ve Vysokých Tatrách na Slovensku. Nachází pod vrcholem Kriváně a je možné do ní vstoupit z Furkotské doliny, nebo od Kmeťova vodopádu z Kôprové doliny. Vstup je oficiálně zakázán a cesta do údolí ani oficiálně neexistuje (není vyznačena na žádné mapě).

## Národní přírodní rezervace
Jde o nejpřísněji chráněnou přírodní rezervaci na Slovensku, v níž se nachází divoká příroda unikátní v rámci celé Evropy. Oficiálně nemá žádný turistický přístup. Protože je údolí chráněno po dlouhou dobu, existuje možnost, že se zde nachází některé dosud neobjevené druhy rostlin a živočichů, které nenajdeme nikde jinde na světě. Údolí začíná lesem, pokračuje kosodřevinou, strhujícím vodopádem, masivem Kriváně na pravé straně a kameny všude kolem, později lze spatřit i tmavě modrá horská jezera.
Údolí končí hřebenem Furkotských štítů dostupných z Furkotské doliny s horskými jezery nesoucími jméno po slavném švédském přírodovědci Göranu Wahlenbergovi (Vyšné Wahlenbergovo pleso, Nižné Wahlenbergovo pleso). Údolí Nefcerka má tři plesa, zvaná Terianská (jedno z nich je hluboké 47 metrů) a Nefcerský potok, který zde pramení. V údolí Nefcerka jsou také Vyšný a Nižný Nefcerský vodopád, jejichž pokračování je Kmeťov vodopád níže v Kôprové dolině. Název Nefcerka je pravděpodobně odvozen od rodu Neftzer, který se staral o královský majetek v letech 1695 až 1762.
Nefcerku je možné vidět z Kriváně, který je turisticky volně přístupný (čas výstupu činí přibližně 4 hodin ze Štrbského Plesa).

## Fauna
Ze zvířat v údolí žijících lze zmínit orly, rysy, sviště, ale také zmije, kamzíky nebo medvědy. Nalézá se zde rovněž velmi vzácný druh žábronožka severská (Branchinecta paludosa, druh třídy jednoduchých vodních korýšů). S výjimkou Grónska, Sibiře a Skandinávie nežije nikde jinde na světě než ve Vysokých Tatrách. A i zde žije pouze ve dvou horských plesech, z nichž jedno se nachází přímo v Nefcerce, druhé ve Furkotské dolině, která s Nefcerkou sousedí.

## Flóra
Z flóry můžeme lze zmínit některé zajímavé rostliny. Jednou z nich je trýzel karpatský (také Wahlenbergův, Erysimum wahlenbergii, slovensky horčičník). Tato rostlina dorůstá do výšky až jednoho metru a má žluté květy podobně jako divoká ředkvička. Tento rostlinný druh nebyl objeven nikde jinde na světě.